# High Definition Video

Logo HDV, marchio registrato di Sony e JVC.

High Definition Video (HDV) è uno standard di videoregistrazione di immagini ad alta definizione su videocassette DV.
Questo formato è stato sviluppato in origine da JVC e supportato da Sony, Canon e Sharp, riunite nello HDV consortium a settembre del 2003.
Fu inizialmente concepito come formato affidabile ed economico per le riprese amatoriali in alta definizione. Il formato HDV ha avuto una sorte simile ad altri popolari formati di videoregistrazione, tra cui lo stesso DV, venendo adottato rapidamente in campo professionale proprio per via della buona qualità d'immagine in rapporto al prezzo, nonché dei "vantaggi" (se così si possono chiamare) dovuti alle ridotte dimensioni delle videocamere.

## HDV 720p

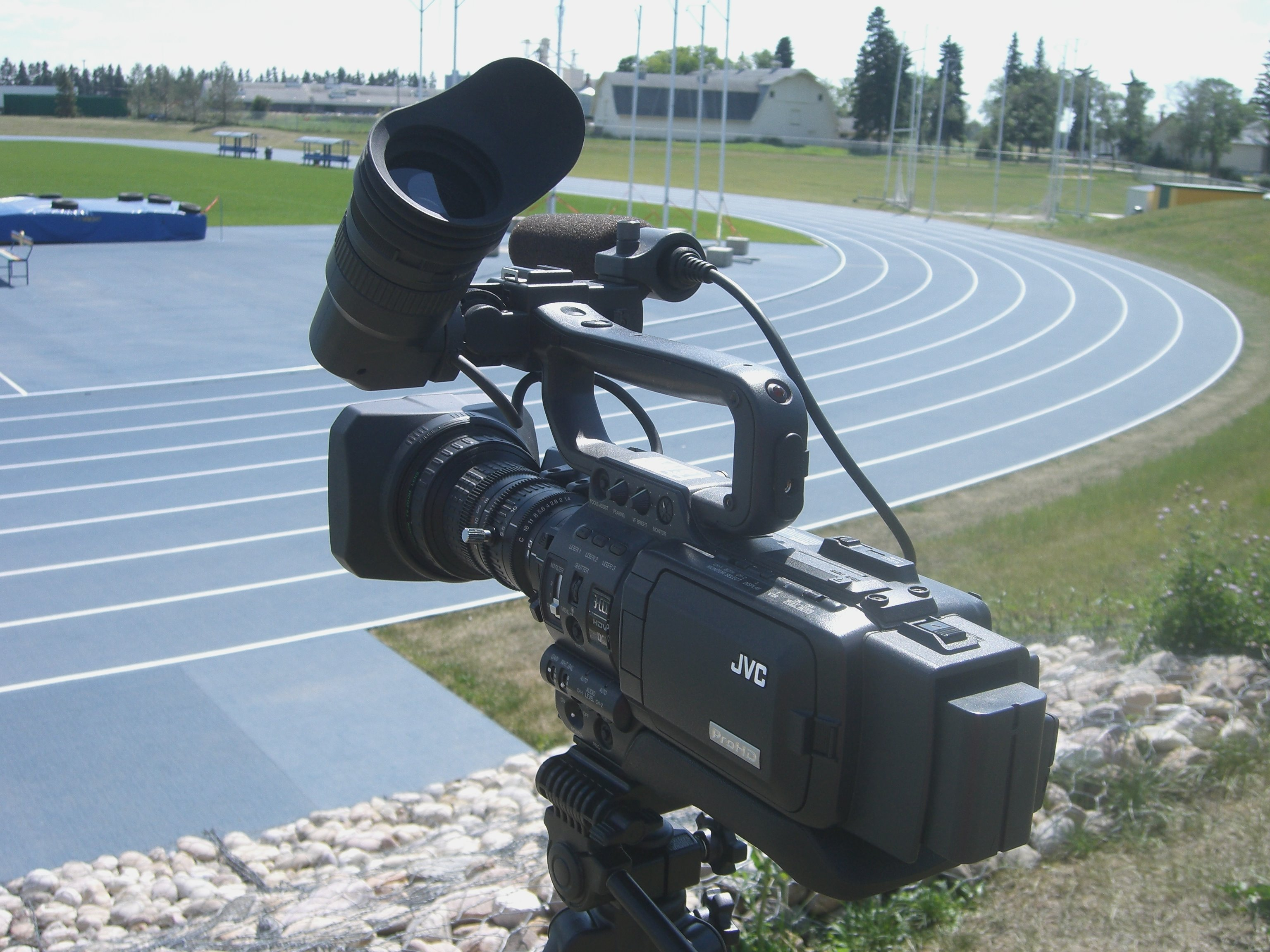
Un camcorder JVC ProHD

Nella versione, HDV 720p, il formato è molto vicino alle specifiche broadcast dell'alta definizione 720p, in termini di risoluzione (1280×720 pixel), PAR (1:1), DAR (16:9), frequenze di fotogrammi (30 fps), tipo di scansione (progressiva) e flusso dati. Al momento, telecamere HDV in grado di registrare in 720p sono fabbricate solo da JVC, la cui produzione è orientata verso camcorder spalleggiabili per l'uso professionale.
Esiste una gamma di prodotti JVC nota come ProHD, dotata di scansione 24p (24 fps) e audio LPCM, ma l'opinione secondo cui si tratta di un'estensione proprietaria del formato HDV non è esatta. La stessa JVC dichiara che il ProHD non è un formato di videoregistrazione, ma "un approccio a prodotti HD dal costo vantaggioso" e un modo per indicare "prodotti HD con un utilizzo efficiente della banda".

## HDV 1080i

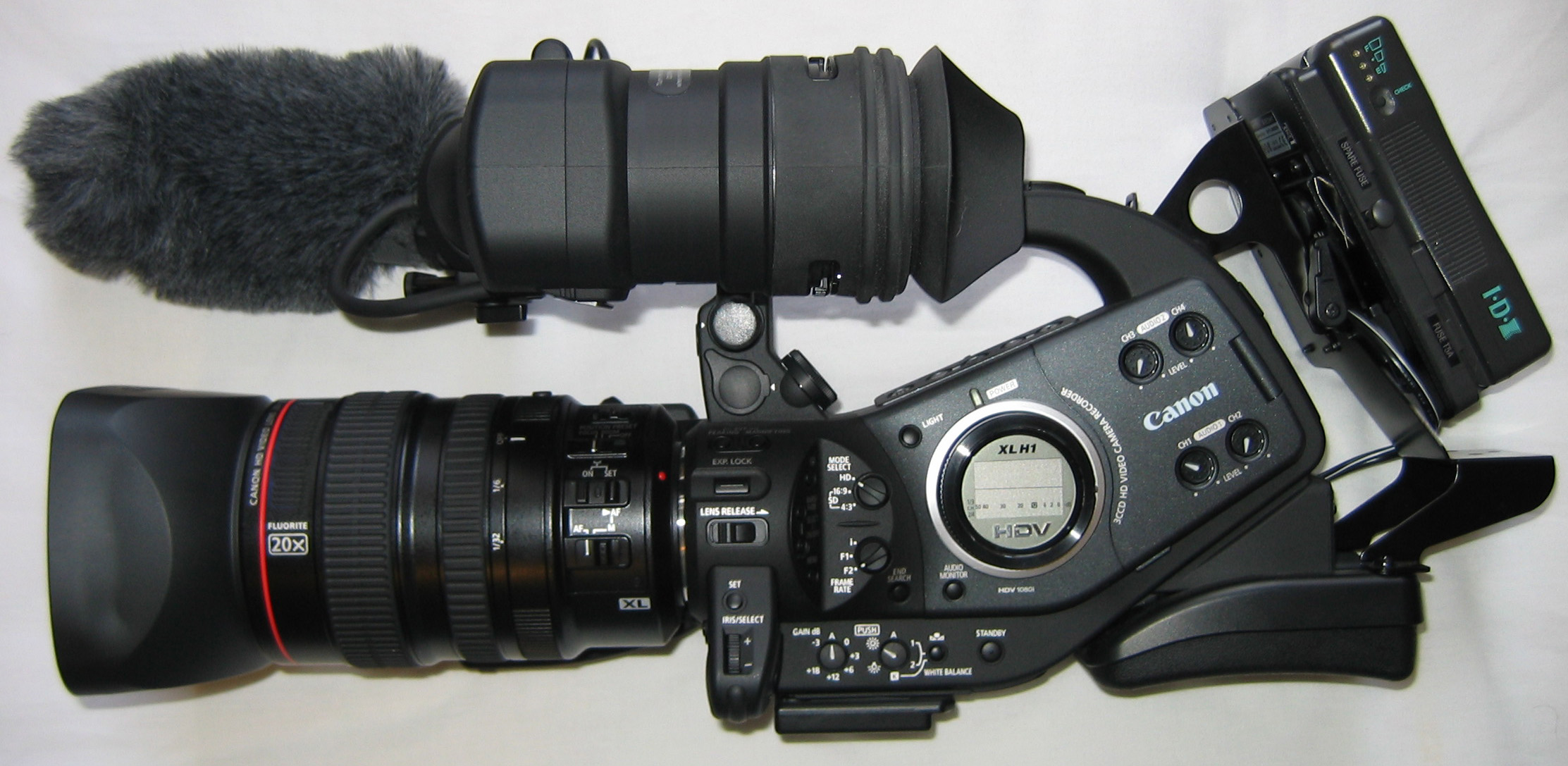
Un camcorder Canon XL-H1

Il progetto iniziale JVC di un formato a scansione progressiva fu poi rielaborato da Sony in una versione interlacciata, tecnica ancora molto diffusa per le riprese e la trasmissione, anche se in via di dismissione per i dispositivi di visualizzazione.
La risoluzione è 1440×1080 pixel con un PAR di 1,33:1 e un DAR di 16:9 (Widescreen).
I moderni televisori al plasma e LCD sono intrinsecamente progressivi, così come tutte le risoluzioni dei computer. Per visualizzare un video interlacciato su un dispositivo progressivo, è necessario deinterlacciarlo
Alcuni camcorder HDV 1080i sono in grado di registrare video progressivo come un flusso interlacciato, purché la cadenza di ripresa non superi la frequenza di semiquadro dello standard, specificata nel BT.709.

## Compressione HDV
La compressione delle immagini avviene in MPEG-2, che permette di codificare video in alta definizione mantenendo il bit rate di 25 Mbit al secondo del nastro DV, inferiore a quelli dei formati HD più costosi per uso professionale. Come contropartita, l'uso della codifica MPEG-2 introduce una relazione di interdipendenza tra i fotogrammi, quindi un eventuale difetto sul nastro influenzerà una sezione più ampia di materiale girato ma, d'altra parte, il costo molto vantaggioso di questo formato è uno dei motivi della sua larga diffusione anche in campo professionale.
Lo standard HDV come giá accennato, prevede due risoluzioni: 1440×1080 pixel e 1280×720 pixel. Il DAR è di 16:9, con spazio colore YCbCr e schema di sottocampionamento della crominanza di 4:2:0. Nel caso di riprese in HDV 1440×1080i, in riproduzione le immagini vengono visualizzate a 1920×1080 pixel in fase di lettura del nastro, attraverso una deformazione anamorfica (PAR di 1,33:1) del tutto analoga a quella utilizzata per i DVD 16:9 in definizione standard. Lo standard prevede anche la possibilità di riprendere in 1080p a 24 o 25 frame al secondo, memorizzando però sempre le immagini in un flusso rispettivamente a 60 Hz e 50 Hz interlacciato. La ricomposizione della corretta cadenza progressiva è affidata in questo caso al software di cattura. 
Per il profilo HDV a 720p il bit rate è di 19,7 Mbit/s, mentre quello 1080i il bit rate sale a 25 Mbit/s.
Per l'audio è prevista la registrazione di due canali indipendenti, campionati a 16 bit e a 48 kHz. La compressione avviene grazie all'algoritmo MPEG Layer 2, con bit rate di 384 kbit/s.

## Supporti di registrazione

### Videocassette
Le videocassette HDV non sono altro che delle cassette MiniDV sviluppate per essere più durature ed evitare perdite di informazioni su nastro. Perciò, le normali cassette MiniDV possono essere utilizzate quando si registra HDV, anche se ciò non è consigliato in applicazioni critiche se non si vuole rischiare dropout e perdite di informazioni parziali o totali.
Il formato HDV è di tipo retrocompatibile, dal momento che i camcorder sono in grado di registrare (e riprodurre) anche in formato DV.

### Hard disk e memorie flash
Il flusso MPEG-2 HDV può venire registrato anche su supporti come hard disk e schede di memoria. In questo caso, si ha il vantaggio di un più rapido trasferimento ai sistemi di montaggio non lineare.
Un formato equivalente e concorrente, ma specifico per la memorizzazione su disco o su supporti a stato solido è l'AVCHD, basato sulla compressione MPEG-4.